# Neukrug (Hürup)
Neukrug (dänisch Nykro) ist ein Ort im Kreis Schleswig-Flensburg in Schleswig-Holstein, dessen südliches Gebiet vor der Eingemeindung der Gemeinde Maasbüll nach Hürup zum 1. März 2023 einen Ortsteil von Hürup und dessen nördliches Gebiet einen Ortsteil von Maasbüll darstellte.
Der Ort ist nicht mit Neukrug der Gemeinde Schuby im Kreis Schleswig-Flensburg zu verwechseln.

## Lage
Der Ort Neukrug liegt an einer Straßenkreuzung an der Flensburger Straße, die vom östlich gelegenen Flensburg zum westlich gelegenen Husby verläuft. Die Stadtgrenze Flensburgs liegt einen Kilometer entfernt. Der Ort Husby liegt drei Kilometer entfernt. Von der besagten Kreuzung von Neukrug verläuft die Bahnhofsstraße nach Norden, wo sich der Bebauung von Neukrug direkt die Bebauung des Ortes Maasbüll anschließt. Von dieser Straßenkreuzung nach Süden hin verläuft die Neukruger Straße, die nach ungefähr 500 Metern den Ort Weseby erreicht.

## Hintergrund
Der Landgasthof von Neukrug, welcher dem Ort seinen Namen gab, wurde um 1752 von Thomas Erichsen an der Landstraße südlich von Maasbüll, die von Fuhrleuten, Reisenden und Leuten vom Land genutzt wurde, eingerichtet.
Auf den Gebietskarten der Preußischen Landesaufnahme um 1879, auf welcher Husby und Umgebung dargestellt wurden, war Neukrug schon detailliert eingezeichnet. Damals bestand Neukrug noch lediglich aus dem Landgasthof Neukrug. Anfang der 1880er Jahre wurde an der Bahnstrecke Kiel–Flensburg bei Maasbüll ein Bahnhof (bei der Bahnhofstraße 18) eingerichtet. Der Bahnhof lag gerade einmal 150 Meter vom Landgasthof Neukrug entfernt. Die Bahnhaltestelle wurde 1980 stillgelegt. Im 20. Jahrhundert entstanden schrittweise weitere Gebäude bei Neukrug. 1961 lebten in Neukrug insgesamt 37 Menschen dauerhaft.